# Oceanische kampioenschappen baanwielrennen
De Oceanische kampioenschappen baanwielrennen is een meerdaags wielerevenement dat in 2003 voor het eerst werd georganiseerd. Sinds 2005 vindt het toernooi, met uitzondering van de jaren 2020 en 2021 wegens de coronapandemie, jaarlijks plaats. In 2004 werden twee edities georganiseerd; een in februari en de ander in december.
De organisatie van het toernooi is in handen van de Oceania Cycling Confederation (OCC). Renners uit alle Oceanische landen kunnen deelnemen aan deze kampioenschappen. Echter, zijn er maar enkele renners die niet uit Australië of Nieuw-Zeeland komen die hebben deelgenomen. Vijfmaal won een renner een medaille die niet uit een van de twee landen kwam, die waren verdeeld over de renners Hervé Gané, namens Nieuw-Caledonië in 2004 en 2005, en Josiah Ng, namens Maleisië in 2006.
De organisatie was tienmaal in handen van Australië en de andere elf edities werden door Nieuw-Zeeland georganiseerd.

## Edities
| Editie | Jaar          | Land          | Stad         |
| ------ | ------------- | ------------- | ------------ |
| I      | 2003          | Australië     | Sydney       |
| II     | februari 2004 | Nieuw-Zeeland | Onbekend     |
| III    | december 2004 | Australië     | Melbourne    |
| IV     | 2005          | Nieuw-Zeeland | Wanganui     |
| V      | 2006          | Australië     | Melbourne    |
| VI     | 2007          | Nieuw-Zeeland | Invercargill |
| VII    | 2008          | Australië     | Adelaide     |
| VIII   | 2009          | Nieuw-Zeeland | Invercargill |
| IX     | 2010          | Australië     | Adelaide     |
| X      | 2011          | Nieuw-Zeeland | Invercargill |
| XI     | 2012          | Australië     | Adelaide     |
| XII    | 2013          | Nieuw-Zeeland | Invercargill |
| XIII   | 2014          | Australië     | Adelaide     |
| XIV    | 2015          | Nieuw-Zeeland | Invercargill |
| XV     | 2016          | Australië     | Melbourne    |
| XVI    | 2017          | Nieuw-Zeeland | Cambridge    |
| XVII   | 2018          | Australië     | Adelaide     |
| XVIII  | 2019          | Nieuw-Zeeland | Invercargill |
| XVIV   | 2022          | Australië     | Brisbane     |
| XX     | 2023          | Australië     | Brisbane     |
| XXI    | 2024          | Nieuw-Zeeland | Cambridge    |

### Organisaties per stad
| Aantal | Stad         |
| ------ | ------------ |
| 6      | Invercargill |
| 5      | Adelaide     |
| 3      | Melbourne    |
| 2      | Brisbane     |
| 2      | Cambridge    |
| 1      | Onbekend     |
| 1      | Sydney       |
| 1      | Wanganui     |

## Onderdelen
| Onderdeel (m)                   | Periode                |  | Onderdeel (v)                    | Periode               |
| ------------------------------- | ---------------------- |  | -------------------------------- | --------------------- |
| 1km tijdrit (medailles)         | 2003-heden             |  | 500m tijdrit (medailles)         | 2003-heden            |
| Achtervolging (medailles)       | 2003-heden             |  | Achtervolging (medailles)        | 2003-heden            |
| Afvalkoers (medailles)          | 2022-heden             |  | Afvalkoers (medailles)           | 2022-heden            |
| Keirin (medailles)              | 2003-heden             |  | Keirin (medailles)               | 2003-heden            |
| Koppelkoers (medailles))        | 2004, 2007, 2009-heden |  | Koppelkoers (medailles)          | 2016-heden            |
| Omnium (medailles)              | 2010-heden             |  | Omnium (medailles)               | 2008, 2010-heden      |
| Ploegenachtervolging (medailles | 2003-heden             |  | Ploegenachtervolging (medailles) | 2008-heden            |
| Puntenkoers (medailles)         | 2003-heden             |  | Puntenkoers (medailles)          | 2003-2005, 2007-heden |
| Scratch (medailles)             | 2003-heden             |  | Scratch (medailles)              | 2003-2005, 2007-heden |
| Sprint (medailles)              | 2003-heden             |  | Sprint (medailles)               | 2003-heden            |
| Teamsprint (medailles)          | 2003-heden             |  | Teamsprint (medailles)           | 2003, 2007- heden     |